# Incident du Nimitz

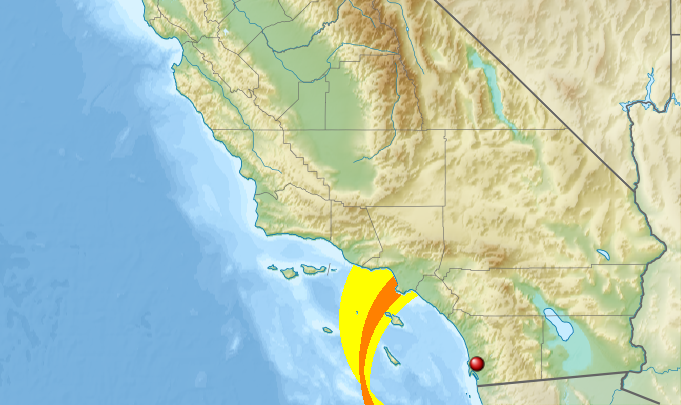
Les chasseurs étaient à environ 150 km des côtes de San Diego quand ils reçurent l'ordre d'intercepter un ovni.
150 km de la côte du comté de San Diego
150 km de la côte de la ville de San Diego

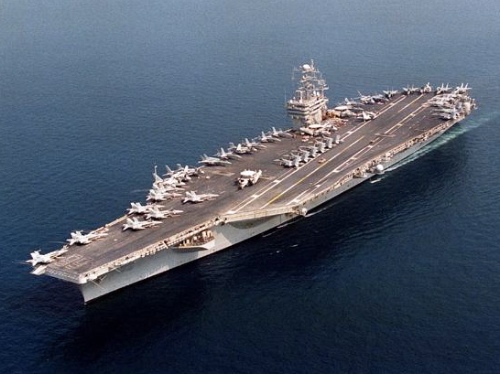
Le porte-avions, dont le nom qualifie l'incident du 14 novembre 2004.

L'incident du Nimitz (en anglais : USS Nimitz UFO incident) concerne une rencontre radar et visuelle entre des pilotes de chasse américains du 11e groupe d'attaque aéronaval en 2004 et un objet volant non identifié (ovni). La rencontre comporte notamment un engagement de l'ovni par le commandant du 41e escadron de chasseurs d'assaut et son officier de systèmes d'armes.
La première rencontre a eu lieu au cours d'un exercice d'entraînement au combat qui se déroulait dans l'océan Pacifique, au large des côtes du sud de la Californie, le 14 novembre 2004, et des observations apparemment liées ont eu lieu dans les jours précédant et suivant cette rencontre.
Une vidéo de l'incident circule sur Internet à partir de 2007, et en 2015 l'incident est décrit en détail sur un site d'aviation. En 2017, la vidéo est diffusée à nouveau, accompagnée de deux autres sur les observations d'ovnis par d'autres pilotes en 2014 et 2015 dans l'océan Atlantique, par l'entreprise To the Stars et de nombreux médias américains. En 2019, le département de la Défense confirme l'authenticité des trois vidéos et affirme qu'il s'agit de « phénomènes aériens non identifiés ». En 2020, les vidéos sont republiées par le département de la Défense.
Les analyses externes de l'incident du Nimitz sont diverses. Selon un professeur de journalisme, le consensus d'experts qui ressort sur le sujet est que le phénomène perçu a pour explication la plus probable des essais de missiles ou aéronefs secrets, peut-être un drone, plutôt que des « anomalies ». Un collaborateur du GEIPAN est « très sceptique », affirmant que les deux premières vidéos montreraient l'arrière d'un avion de chasse et qu'il pense sérieusement à une blague des pilotes, mais sans pouvoir tirer de conclusion en l'absence de précisions. Un journaliste scientifique affirme que la vidéo n'indiquerait en rien une origine extraterrestre et pourrait évoquer des drones militaires très avancés, lesquels a priori ne seraient pas américains.

## Historique des révélations
Une vidéo de l'incident, filmé par caméra infrarouge, circule sur Internet à partir de 2007,. En 2015, un récit de l'incident par le pilote David Fravor est publié sur le site d'aviation FighterSweep.com, des interviews avec l'un des pilotes et des reportages ultérieurs décrivant l'observation d'un « objet volant non identifié » par six avions de chasse F/A-18 Super Hornet de la Navy. En décembre 2017, les images infrarouges de la rencontre sont diffusées par l'entreprise To the Stars et divers médias américains,,. Selon le Washington Post, la vidéo a été diffusée par l'ancien agent de renseignement Luis Elizondo (qui a rejoint To the Stars) pour faire la lumière sur une opération secrète du ministère de la Défense visant à analyser les observations d'ovnis, le « Programme de détection des menaces aérospatiales avancées »,,.
De nombreuses demandes d'information publique en vertu de la Freedom of Information Act sont déposées au sujet de l'incident. Une des réponses obtenues faisait état de quatre lieutenants-colonels de la Marine et d'un major de la Marine au courant de l'événement et témoins de la vidéo infrarouge (IR) de l'objet inconnu. Un certain nombre de documents ont fait l'objet de fuites sur Internet, avec différents niveaux de crédibilité. Les valeurs d'accélération pour les caractéristiques de performance de l'objet étaient basées sur les déclarations des opérateurs du radar du USS Princeton (en), des pilotes de F/A-18 qui ont vu l'objet disparaître en une seconde et sur la vidéo IR. La Marine a depuis mis à jour ses protocoles pour que les pilotes signalent les observations d'ovnis afin de réduire la stigmatisation professionnelle associée à ces rapports.
Le 17 septembre 2019, la Marine reconnaît que les trois vidéos sont authentiques et proviennent bien de pilotes de la Navy,.
En 2020, les vidéos sont déconfidentialisées et publiées par le département de la Défense,,, qui affirme à nouveau que « le phénomène aérien observé reste qualifié de non identifié».

## La rencontre présumée

### Détection radar

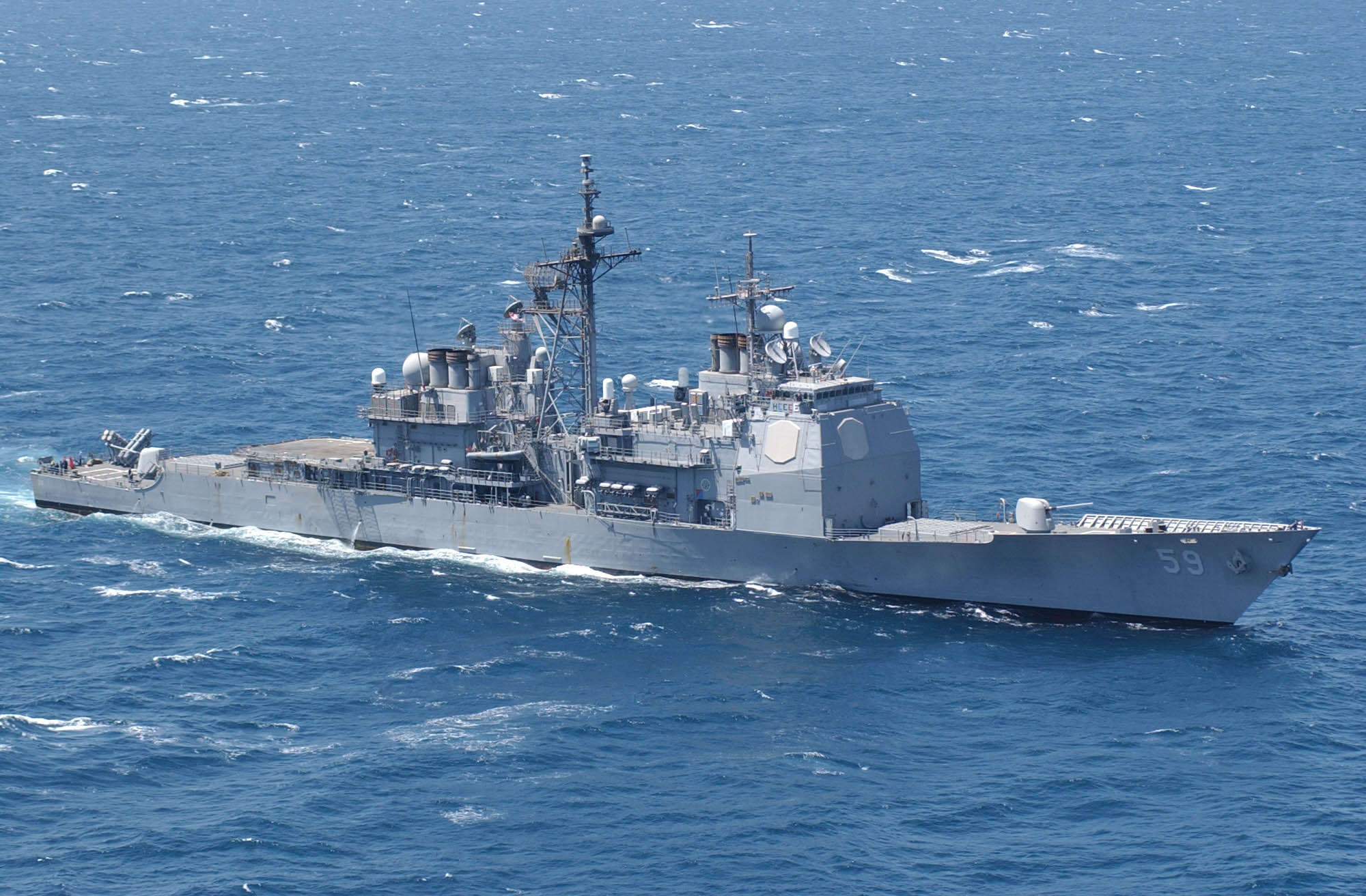
Le croiseur Princeton dont le radar passif a été le seul à pouvoir suivre l'ovni.

Avant l'incident proprement dit, début novembre 2004, le croiseur lance-missiles de classe Ticonderoga Princeton (en), membre du groupe aéronaval Carrier Strike Group 11 rattaché à la troisième flotte des États-Unis, déployé pour une saison d'entraînement dans l'océan Pacifique à une centaine de kilomètres de la base navale de San Diego en Californie, aurait détecté de mystérieux objets à l'aide d'un radar à antenne passive de type AN/SPY-1,,.
Ainsi, selon un opérateur radio du Princeton, les objets sont d'abord observés pendant une période de deux semaines. Ils apparaissent soudainement à une altitude de 80 000 pieds (24 384 m), tombent vers la mer pour finir par s'immobiliser à 20 000 pieds (6 096 m) en vol stationnaire. Ils disparaissent ensuite de la couverture radar ou remontent tout droit à grande vitesse,. Selon Kevin Day, l'opérateur de radar du Princeton qui aurait été le premier à les observer, il s'agit de groupes de cinq à dix objets, qui se déplacent lentement, à environ 120 nœuds (autour de 220 km/h) quand ils sont à 28 000 pieds (8 500 m). L'altitude serait ainsi trop élevée pour qu'il s'agisse d'oiseaux, et la vitesse trop faible pour qu'il s'agisse d'aéronefs conventionnels, et selon Kevin Day, ils ne se déplaçaient pas sur une voie aérienne établie. Les opérateurs radar du Princeton passent environ deux semaines à tenter d'identifier les objets, éteignant et recalibrant leur système radar dans le processus, afin d'exclure la possibilité d'échos fantômes. Selon Gary Voorhis, opérateur radar de l'USS Princeton, à la suite de la recalibration des radars, les échos étaient plus nets. Les objets sont détectés à diverses altitudes : 80 000, 60 000 et 30 000 pieds (où ils déplacent à une vitesse d'environ 100 nœuds, soit 185 km/h), et leur surface équivalente radar ne correspond à celle d'aucun aéronef connu.

### Confirmation visuelle

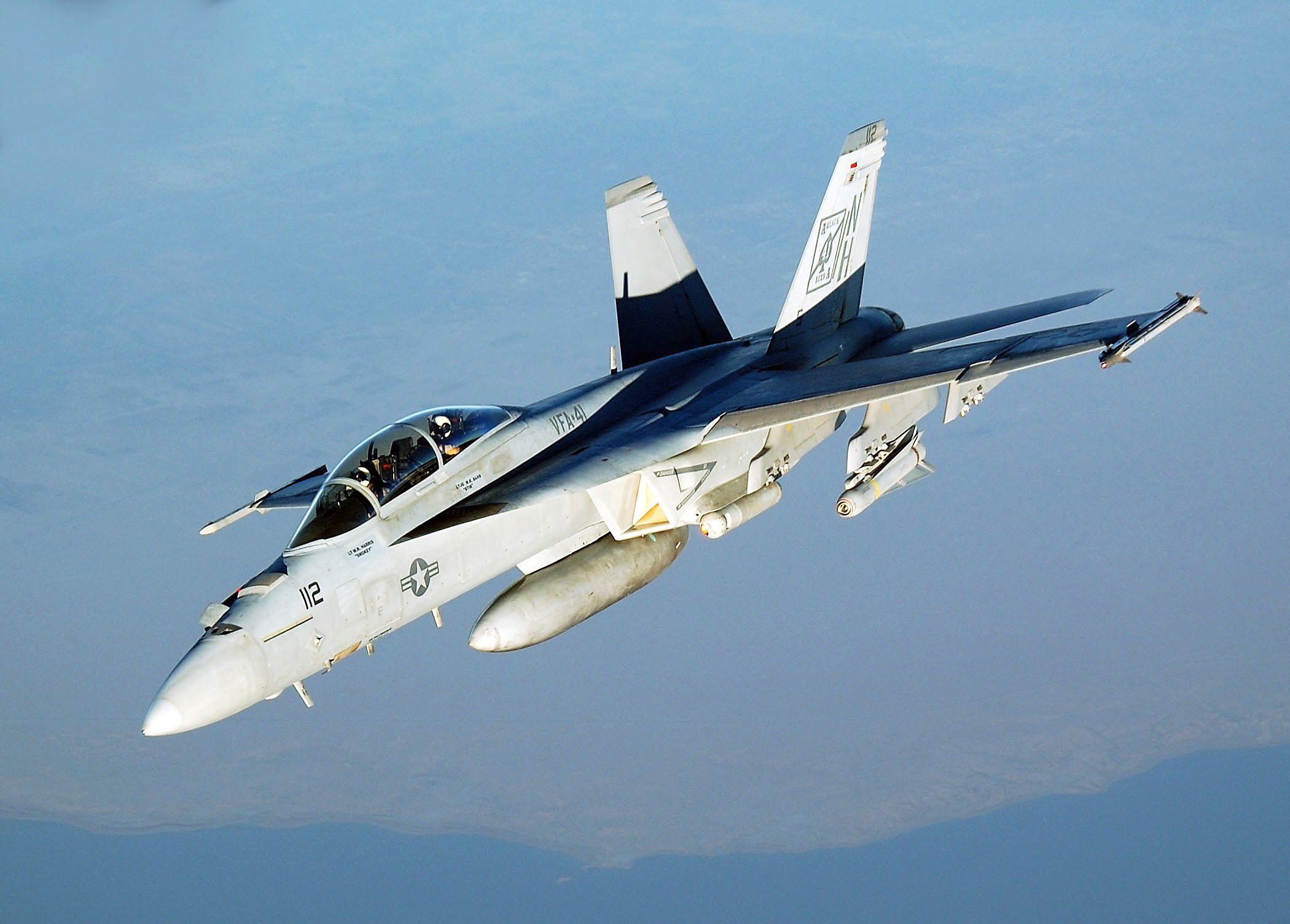
Boeing F/A-18F Super Hornet, le type de chasseur biplace impliqué dans l'incident.

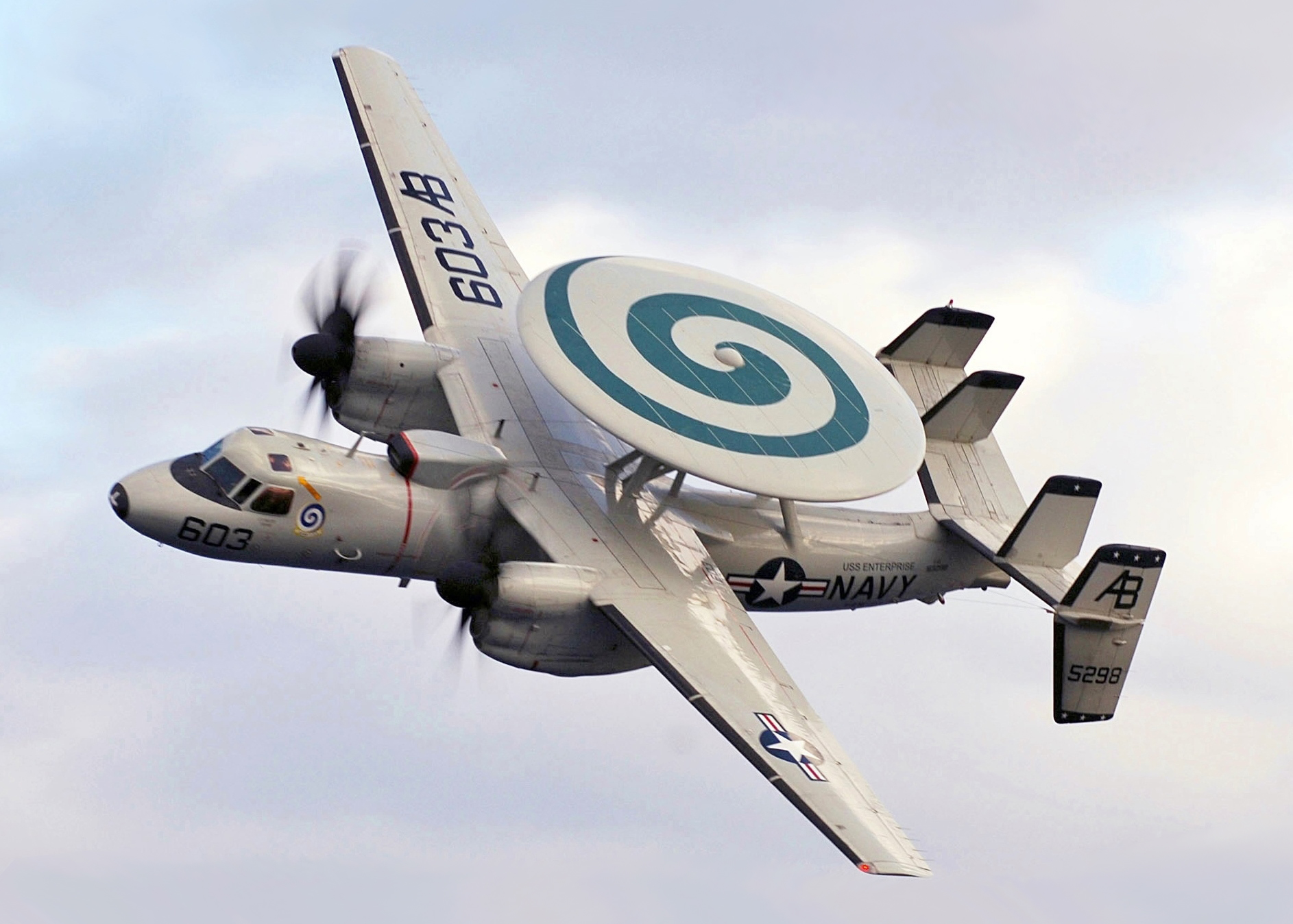
Grumman E-2 Hawkeye, le type d'avion de surveillance AWACS qui a échoué à acquérir l'ovni sur le radar.

Lorsque le même événement survient à nouveau le 14 novembre 2004 aux alentours de 12 h 30 EST, un responsable des opérations du Princeton contacte deux F/A-18F Super Hornet — fleurons de la US Navy à cette époque — alors en vol. Le premier avion de chasse est piloté par le vétéran Commander David Fravor, commandant de l'escadrille de chasseurs d'attaque VFA-41 Black Aces, assisté de son officier des systèmes d'armes en place arrière ; le second chasseur est piloté par une recrue, la Lieutenant commander Alex Dietrich, également assistée de son officier des systèmes d'armes. Ils venaient alors tout juste de décoller du porte-avions Nimitz pour un exercice de combat aérien de routine.
L'opérateur radio du Princeton demande en premier lieu à l'avion AWACS de l'escadron de surveillance aérienne VAW-117, qui assiste les deux F/A-18 dans leur entraînement, de les guider pour intercepter l'aéronef de nature inconnue. Mais alors que le radar du Grumman E-2 Hawkeye échoue à acquérir la cible en dehors d'un très faible écho inexploitable, l'opérateur du Princeton donne directement l'ordre aux pilotes des F/A-18 d'annuler leur entraînement pour investiguer le contact aérien non identifié, en mettant le cap en direction des coordonnées correspondant à l'écho radar stationnaire du Princeton. C'est à cet instant que l'opérateur radio demande aux pilotes si leurs appareils ont été équipés d'armes opérationnelles, ce qui n'est pas le cas.
Bien que les conditions climatiques ce jour-là soient idéales, avec une excellente visibilité sous un ciel bleu sans couverture nuageuse et une mer d'huile, aucun des quatre pilotes composant l'équipage n'aperçoit quoi que ce soit dans les airs en arrivant sur site, ni visuellement, ni sur leur radar. Cependant, en regardant vers le bas en direction de l'océan, ils aperçoivent une zone turbulente blanchâtre dans les flots de forme générale ovale, formée par des tourbillons et de l'écume de la taille approximative d'un Boeing 737, avec une zone plus calme et plus claire près du centre, comme si les vagues se brisaient au-dessus d'un objet immergé juste sous la surface. Quelques secondes plus tard, il aperçoivent un objet particulièrement inhabituel flottant une quinzaine de mètres au-dessus des flots bouillonnants, non pas figé en vol stationnaire mais animé de mouvements rapides erratiques, de droite à gauche et d'avant en arrière, comme s'ils observaient ou cherchaient quelque chose. Fravor et Slaight[réf. souhaitée] décriront plus tard l'objet solide comme un grand Tic Tac blanc brillant de 10 à 15 mètres de long, entièrement lisse, sans verrière ni hublots, sans aile ni empennage, sans système de propulsion visible, sans émission de fumée de combustion ou de traînée de condensation,,,,.
En apercevant l'objet, Fravor tente une première approche calme en amorçant une descente circulaire en sa direction, laissant Dietrich observer à plus haute altitude. Mais il indique que l'ovni empêche alors toute possibilité de dogfight en évitant son verrouillage radar par des manœuvres qualifiées par Fravor « d'impossibles » et « défiant la physique ». Alors que Fravor approche davantage de l'objet dans sa descente, celui-ci commence à s'élever dans les airs en prenant une trajectoire également circulaire mais inverse de la sienne, en miroir, conservant une certaine distance avec le F/A-18,,. Fravor décide de changer de tactique et engage une manœuvre plus agressive en pointant le nez de son chasseur directement sous l'objectif, dans un plongeon vertical rapide afin d'effectuer une ressource sous l'objet. C'est à cet instant que l'ovni quitte brusquement les lieux dans une accélération fulgurante, disparaissant à l'horizon en moins de deux secondes, laissant les pilotes stupéfiés sur place,,,.
Quelques minutes plus tard, l'opérateur radio du Princeton confirme aux pilotes que l'écho radar se situe désormais à une position à nouveau stationnaire à une distance de 100 km des chasseurs. Selon le magazine Popular Mechanics, l'objet a dû voler à une vitesse supérieure à Mach 3,0 afin de pouvoir couvrir une telle distance dans le temps imparti. Après avoir perdu le contact visuel avec l'ovni, les deux F/A-18 sont pratiquement à court de carburant et doivent retourner se poser sur l'USS Nimitz.

« Je n'ai aucune idée de ce que j'ai vu. Cet objet volant n'émettait aucune fumée, n'avait ni aile ni rotor, et larguait complètement nos F-18. Mais je veux en piloter un. »

— Cdt. David Fravor,  New York Times.

### Film infrarouge

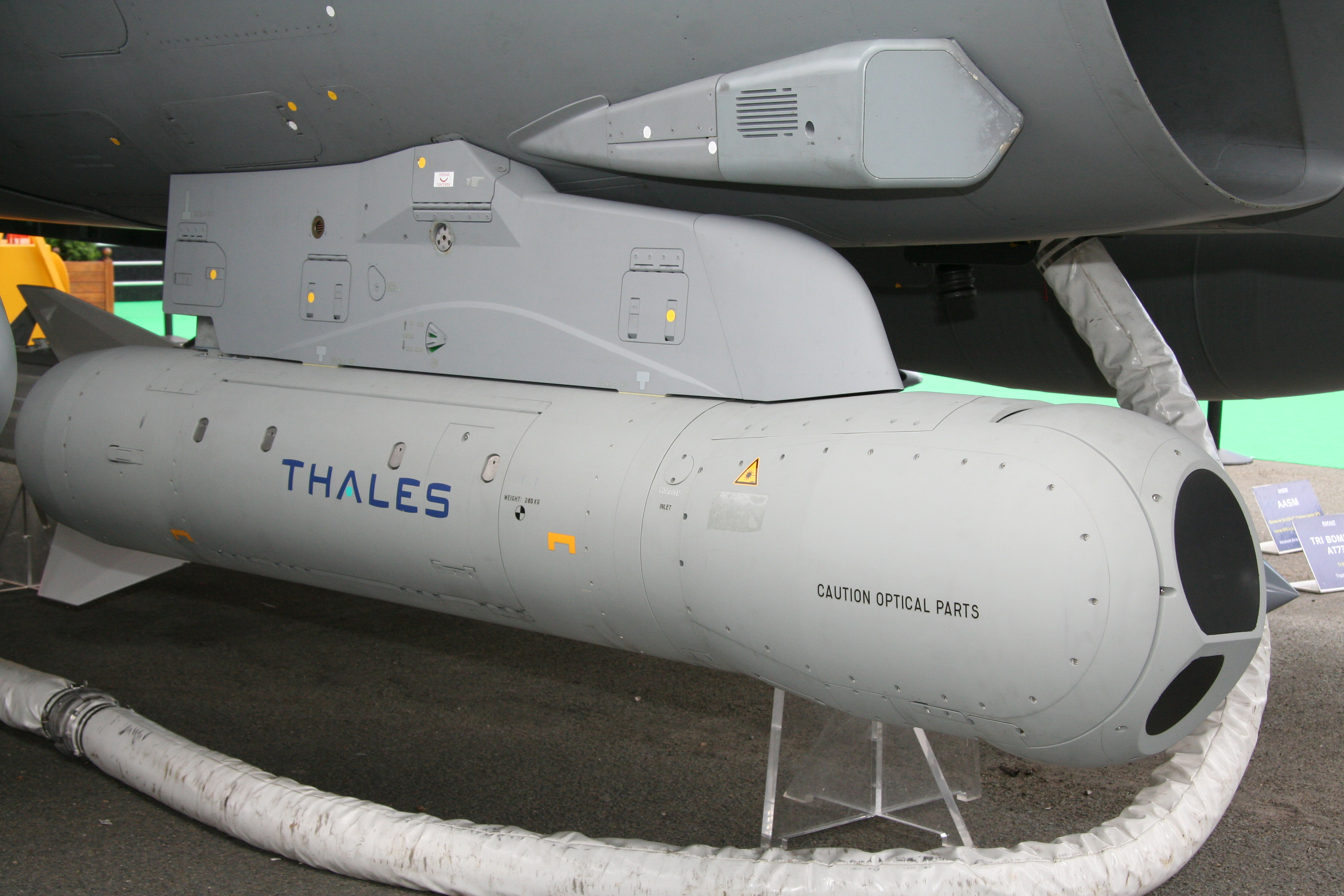
Pod Damoclès de Thales à technologies laser et infrarouge FLIR.

Peu après le retour de la première équipe du Cdt. Fravor à bord du Nimitz, d'autres pilotes décollent avec des F/A-18 vers 15 h 0 EST, cette fois équipés d'une caméra infrarouge de type FLIR sur un pod de désignation. C'est le pilote Chad Underwood qui enregistre la vidéo d'un objet volant évasif, et qui dénomme ce dernier « Tic Tac » en raison de sa ressemblance avec le bonbon du même nom, surnom gardé par la suite pour caractériser l'objet,. Une partie de la vidéo sera ensuite diffusée publiquement le 16 décembre 2017 en même temps que la reconnaissance par le Pentagone de la réalité de l'incident et de l'existence d'un programme d'étude des ovnis jusqu'alors tenu secret,,. Selon plusieurs témoins à bord du Princeton, une ou des vidéos plus longues montreraient des manœuvres d'un objet de type « Tic Tac » avec des accélérations impossibles à supporter pour un être humain, et une poursuite de l'objet par un F/A-18. Un témoin affirme avoir vu une vidéo d'environ 8 à 10 minutes et de bien meilleure qualité prise par la caméra FLIR. Le commandant David Fravor nie l'existence d'une vidéo de dix minutes.
Cette séquence est connue sous le nom de vidéo 2004 "FLIR1" du Nimitz. Elle vient à l'appui d'un récit vieux de treize ans, connu seulement depuis 2015 via une source non confirmée à l'époque,.
Un second film infrarouge, connu sous le nom de vidéo « GIMBAL », a été diffusé en même temps que la vidéo « FLIR1 ». Bien que la plupart des médias montrent l'une ou l'autre vidéo pour illustrer l'incident du Nimitz, la vidéo « GIMBAL » (qui présente un objet de forme différente et des voix de pilotes audibles) n'a aucun lien avec ces événements survenus en 2004, et a été filmée sur la côte est des États-Unis à une date à ce jour inconnue.

### Témoins
- Kevin Day et plusieurs autres opérateurs de radar du Princeton[19] ;
- Gary Voorhis, opérateur radar du Princeton[20] ;
- Jason Turner, officier de marine à bord du Princeton, qui aperçoit une vidéo sur une console du centre d'information du navire, montrant le « Tic Tac » en train d'effectuer des manœuvres à très forts facteurs de charge (g)[20] ;
- Ryan Weigelt, technicien d'hélicoptère Sikorsky SH-60 Seahawk à bord du Princeton, qui aperçoit une vidéo montrant un F/A-18 prendre en chasse un objet de type « Tic Tac »[20] ;
- David Fravor, pilote et commandant d'escadron, qui voit l'objet de ses propres yeux et le pourchasse, et trois autres pilotes selon lui[20] ;
- Chad Underwood, pilote qui enregistre la vidéo dite FLIR1 et utilise en premier l'expression « Tic Tac » pour caractériser l'objet de la vidéo[19],[20].

## Contexte de la révélation de l'incident
L'existence d'un bureau secret d'étude des ovnis dénommé Advanced Aerospace Threat Identification Program (AATIP), c'est-à-dire « programme d'identification avancée des menaces aériennes », a été confirmée par le Pentagone et révélée dans la presse américaine le 16 décembre 2017, en parallèle à la confirmation de l'incident du Nimitz et la diffusion de la vidéo infrarouge de l'objet, plus d'une décennie après les faits.
L'AATIP a été créé en 2007 sous l'impulsion du sénateur américain Harry Reid, sous l'égide de la DIA et en étroite collaboration avec la CIA, l'US Navy et le milliardaire américain Robert Bigelow. Le but était d'étudier un certain nombre de cas où des ovnis violent l'espace aérien et interagissent parfois avec le personnel ou les installations militaires des États-Unis, et plus précisément de définir la nature et le niveau de dangerosité du phénomène sur le plan de la sécurité nationale,,,,,.
Ces révélations font directement suite aux dissensions internes provoquées par l'arrêt du financement du programme en 2012, avec comme point d'orgue la démission en octobre 2017 de l'officier du renseignement Luis Elizondo, directeur de l'AATIP durant dix ans, en protestation contre la « culture du secret et le désintérêt de l'administration pour le sujet ».

## Analyse et hypothèses
Antoine Cousyn, collaborateur régulier du GEIPAN, se déclare « très sceptique », affirmant que les deux premières vidéos montreraient l'arrière d'un avion de chasse et qu'il pense sérieusement à une blague des pilotes, mais sans pouvoir tirer de conclusion en l'absence de précisions et des vidéos originales.
Selon le journaliste scientifique Rémy Decourt, les vidéos, authentifiées par la US Navy, montreraient bien des « phénomènes aériens non identifiés ». Cela dit, ces images n'indiqueraient en rien une origine extraterrestre. En effet, ces objets peuvent aussi évoquer des drones militaires très avancés, lesquels a priori ne seraient pas américains.
Selon le professeur de journalisme Keith Kloor (en), le consensus qui ressort sur Internet de l'analyse des images du Nimitz et de l'USS Roosevelt par de nombreuses personnes expérimentées dans les questions aéronautiques et aérospatiales, est qu'au lieu d'« anomalies », les phénomènes perçus seraient plutôt explicables par des essais de missiles ou aéronefs secrets, peut-être un drone.
Pour le journaliste américain spécialiste de l'aviation militaire Nick Cook, qui a rédigé un livre sur la possibilité de technologies aérospatiales secrètes et très avancées, il est possible mais peu probable que le « Tic Tac » soit un drone américain secret.
Le journaliste scientifique et sceptique Mick West (en), connu pour ses analyses d'images de chemtrails et d'ovnis, affirme qu'il ne sait pas ce que les pilotes ont vu mais que la vidéo montre un objet qui ne bouge pas vraiment, n'a « rien de vraiment intéressant », et a pour explication la plus probable un avion de ligne,,.